# 30 septembre 1954
Le jeudi 30 septembre 1954 est le 273e jour de l'année 1954.

## Naissances
- Basia Trzetrzelewska, chanteuse polonaise
- Calvin Levels, acteur américain
- Enrique Peñalosa, homme politique colombien
- John Drew, joueur de basket-ball américain
- Mary Hamilton, cavalière néo-zélandaise de concours complet
- Nilo Guimarães, homme politique santoméen
- Patrice Rushen, musicienne américaine
- Steve Stoliar, acteur américain
- Tiéfing Konaté, général et ministre malien

## Décès
- Boleslas Biegas (né le 29 mars 1877), artiste polonais
- Frederick Sykes (né le 23 juillet 1877), général de l'armée britannique

## Événements
- Création de la ville de Kōnosu au Japon